# Galibi
I galibi (citati anche come kalina, karina, carina, kalinha, kariña, kari'ña, kaliña o karinya) sono un gruppo etnico amerindo che vive in diversi paesi della costa caraibica del Sud America. La loro lingua e cultura è il cariban. Sono conosciuti anche come kali'na e Caribi.
L'origine del nome galibi, dato dagli europei, è sconosciuta. Essi preferiscono farsi chiamare kali'na tilewuyu, cioè "veri kali'na", principalmente per differenziarsi dai meticci cimarroni. L'uso del nome kali'na è divenuto solo recentemente di uso comune nelle pubblicazioni.

## Storia

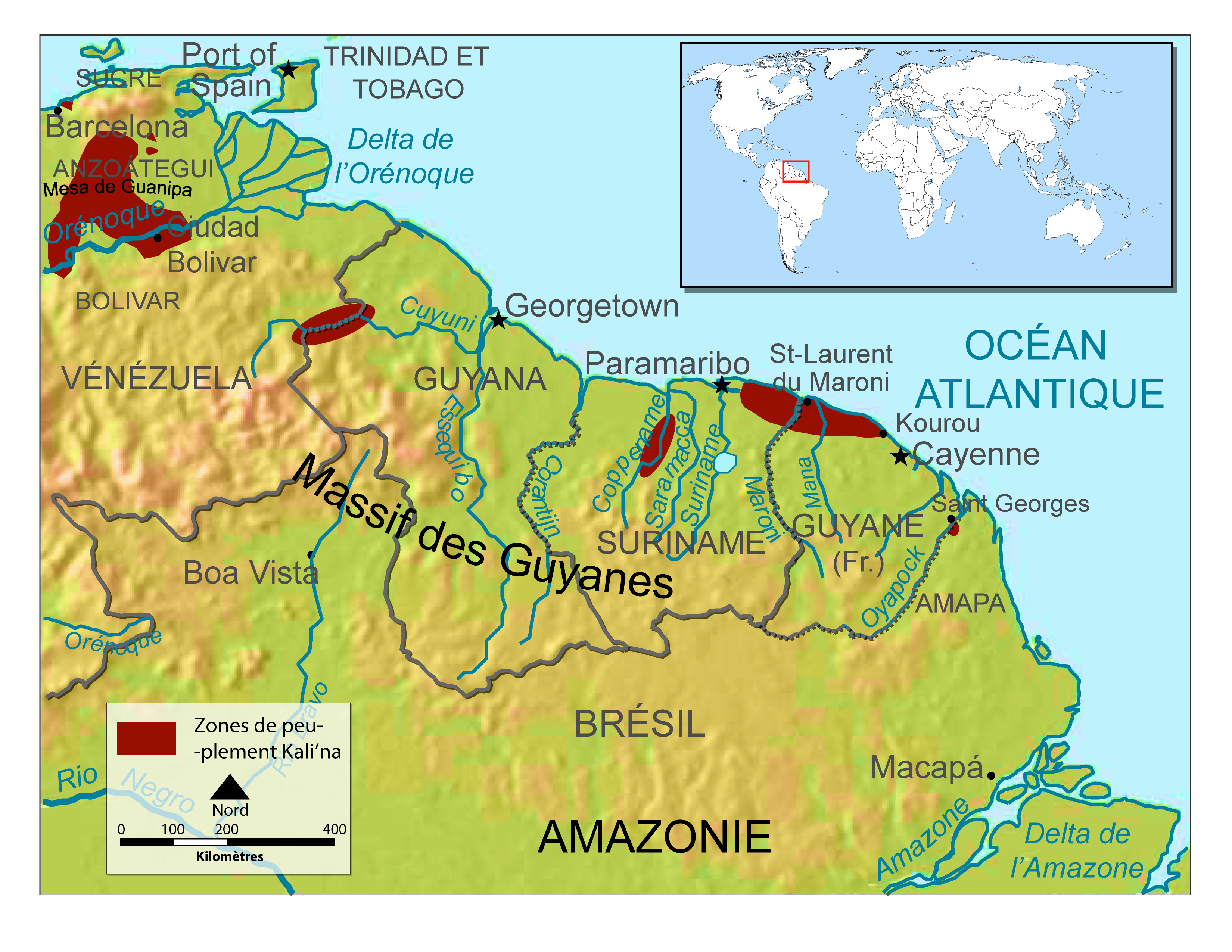
Mappa indicante la corrente distribuzione geografica della popolazione kali'na (vedi la sezione Distribuzione geografica per maggiori dettagli).

Mancando una forma scritta di linguaggio prima dell'arrivo degli europei, la storia dei kali'na è stata tramandata oralmente da una generazione all'altra attraverso miti e leggende.
Per molto tempo, i pochi europei che studiavano la storia dei popoli amerindi di quest'area non distinsero tra le varie tribù caraibiche. Quando il periodo di esplorazione finì, l'interesse nello studio di queste popolazioni diminuì grandemente e non riemerse fino alla fine del XX secolo, quando pochi espatriati francesi, tra cui Gérard Collomb, si interessò ai kali'na, e i kali'na stessi cominciarono a narrare la loro storia, in particolar modo Félix Tiouka, presidente dell'Associazione degli amerindi della Guiana Francese (AAGF), e suo figlio Alexis. (vedi bibliografia.)
Per le ragioni sopra esposte, le informazioni storiche al riguardo dei Kali'na sono rare e incomplete.

### Era precolombiana
Per supplire alla mancanza di documenti scritti, gli archeologi hanno esaminato 273 siti archeologici amerindi su solo 310 km² della zona della diga di Petit-Saut del fiume Sinnamary. Alcuni risalgono a duemila anni fa, stabilendo così la datazione della presenza amerindia in quest'area.,
Le poche evidenze disponibili indicano che prima del 1492 i kali'na abitavano lungo la costa (dalla foce del Rio delle Amazzoni a quella dell'Orinoco), dividendo il loro territorio con gli Arawak, contro i quali essi combatterono durante la loro espansione verso est e il Rio delle Amazzoni.,

### Colonizzazione
Nel loro primo contatto con gli europei, i kali'na pensarono di aver incontrato gli spiriti del mare, palanakiłi, nome che essi ancora usano quando si riferiscono ai bianchi.,
Una delle prime conseguenze dell'arrivo dei palanakiłi, come per molti altri popoli amerindi, fu una diminuzione della popolazione dovuta alle malattie portate dagli europei. I kali'na perirono rapidamente in gran numero, perché il loro sistema immunitario non era adattato ai virus e ai batteri provenienti dall'Europa.

## Galleria d'immagini

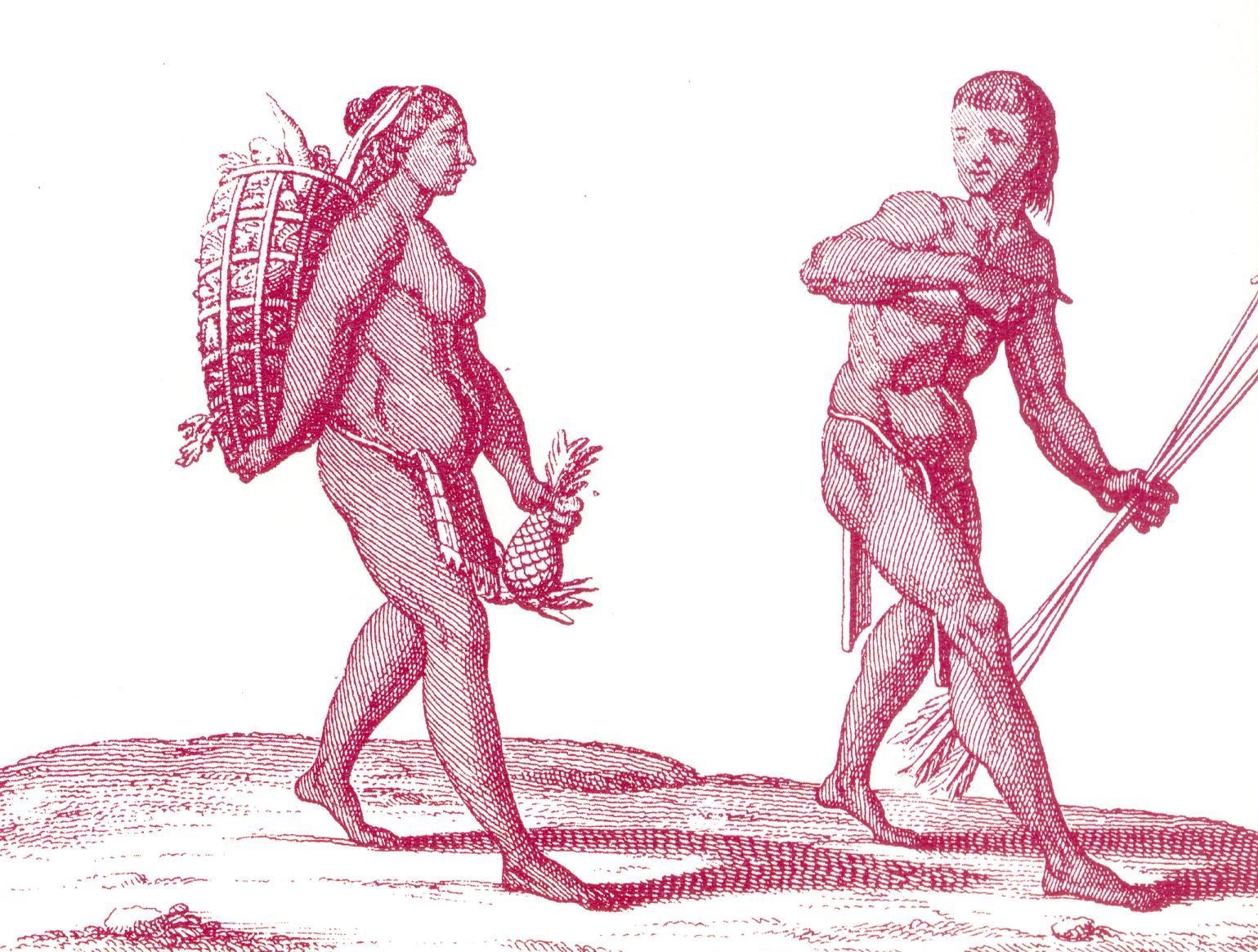
Incisione di una coppia kali'na
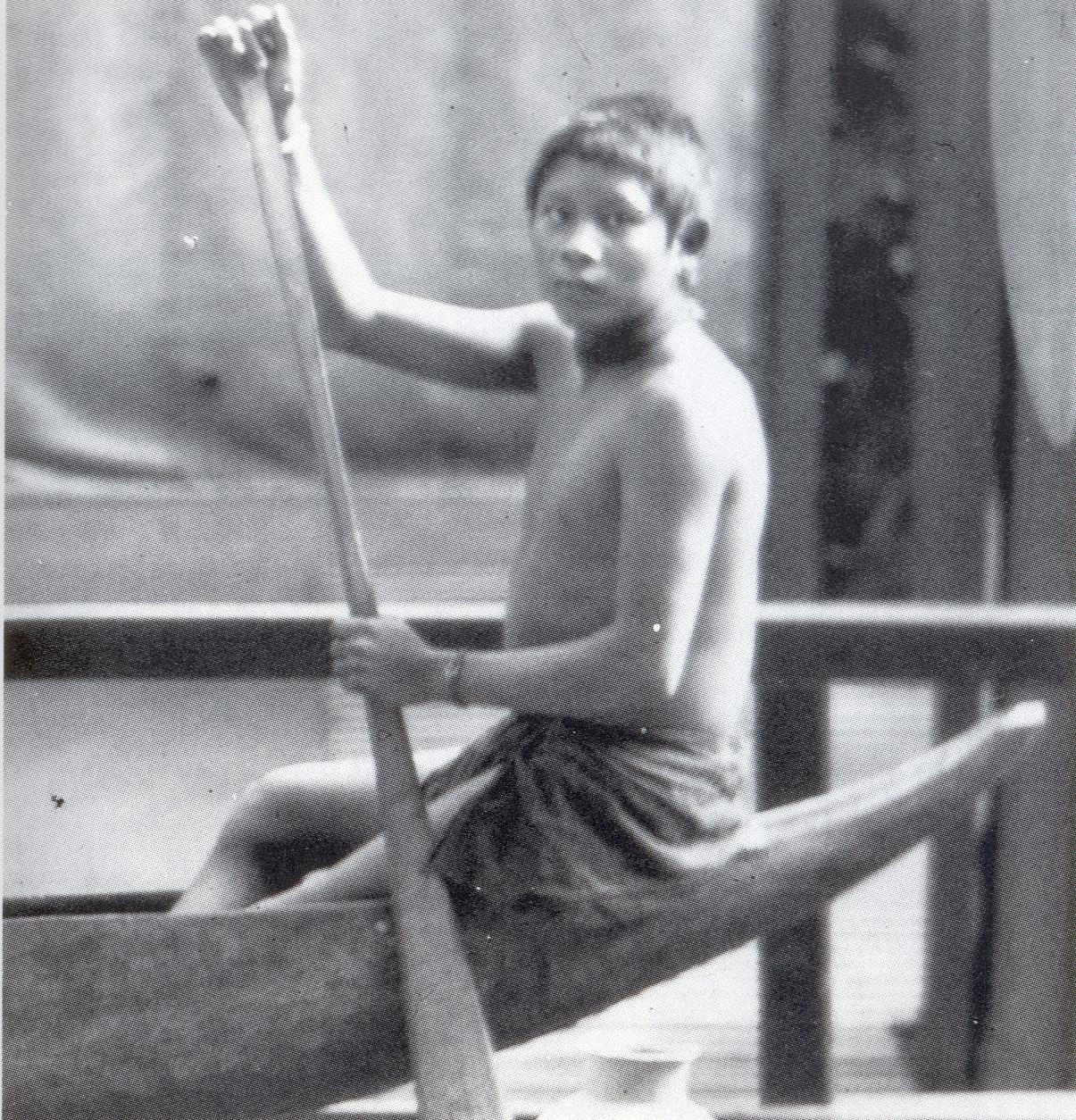
Un giovane kali'na in una canoa a Parigi nel 1892
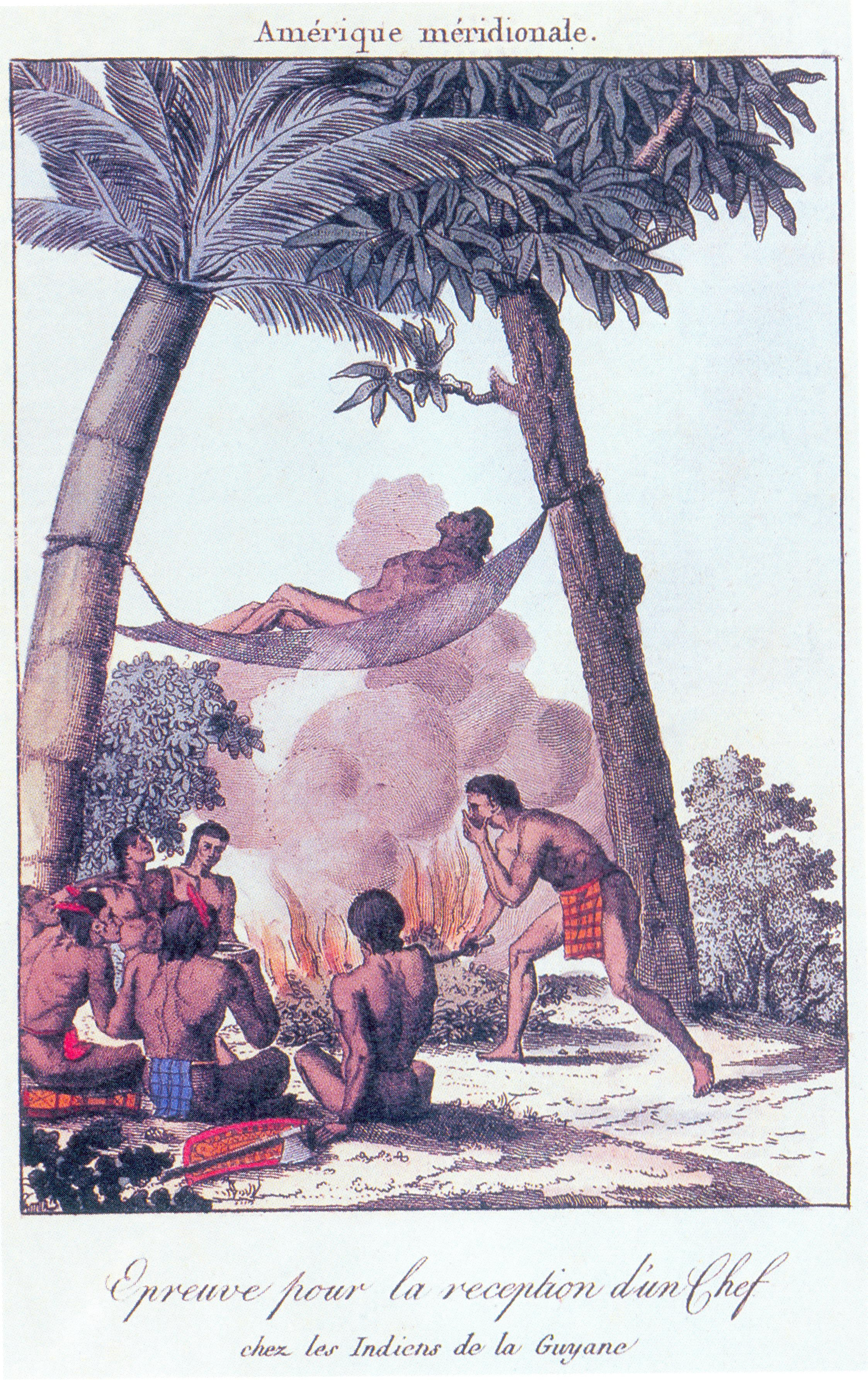
Disegno di un rituale kali'na
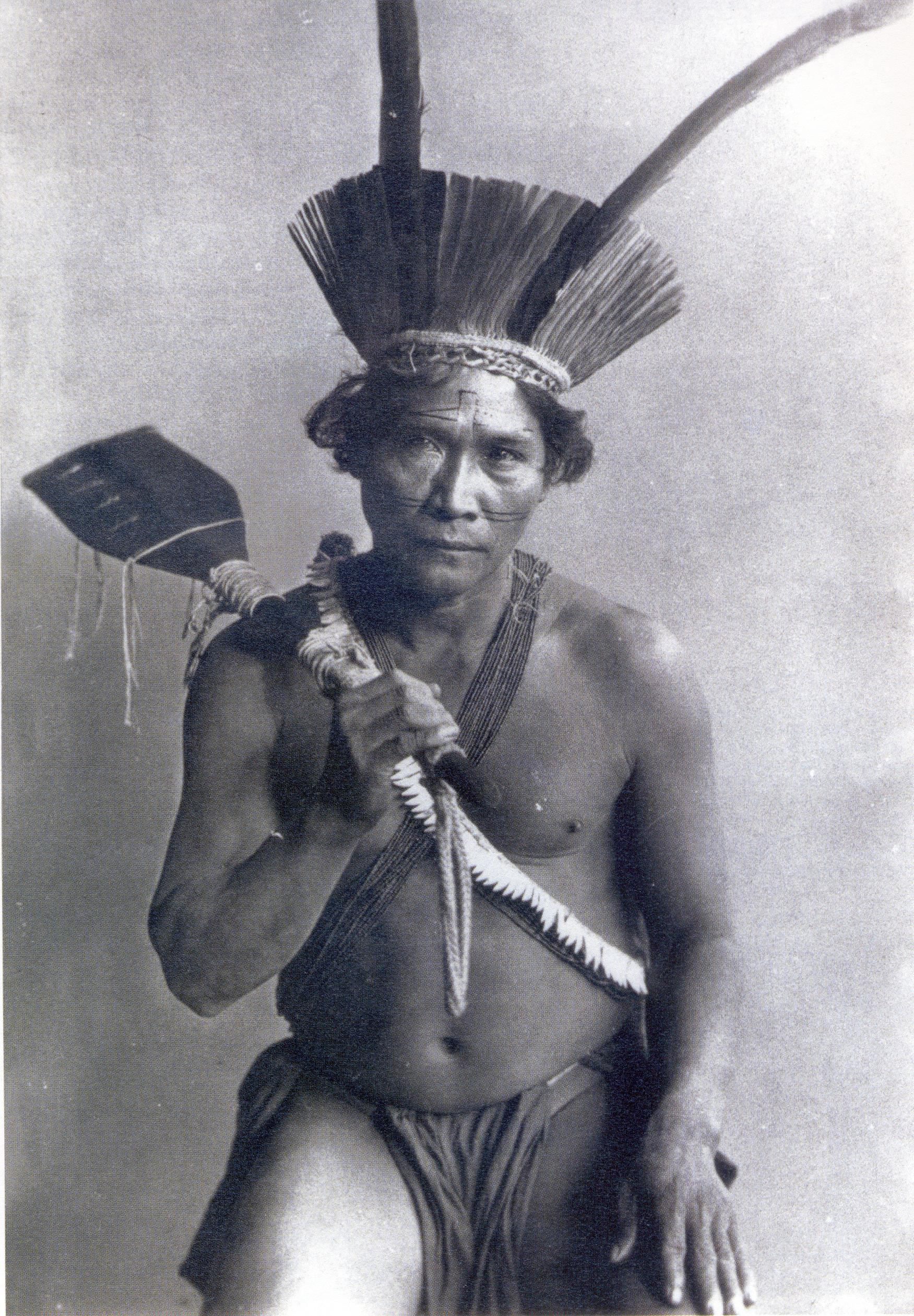
Uomo kali'na a Parigi nel 1892 che porta un putu, o clava di legno
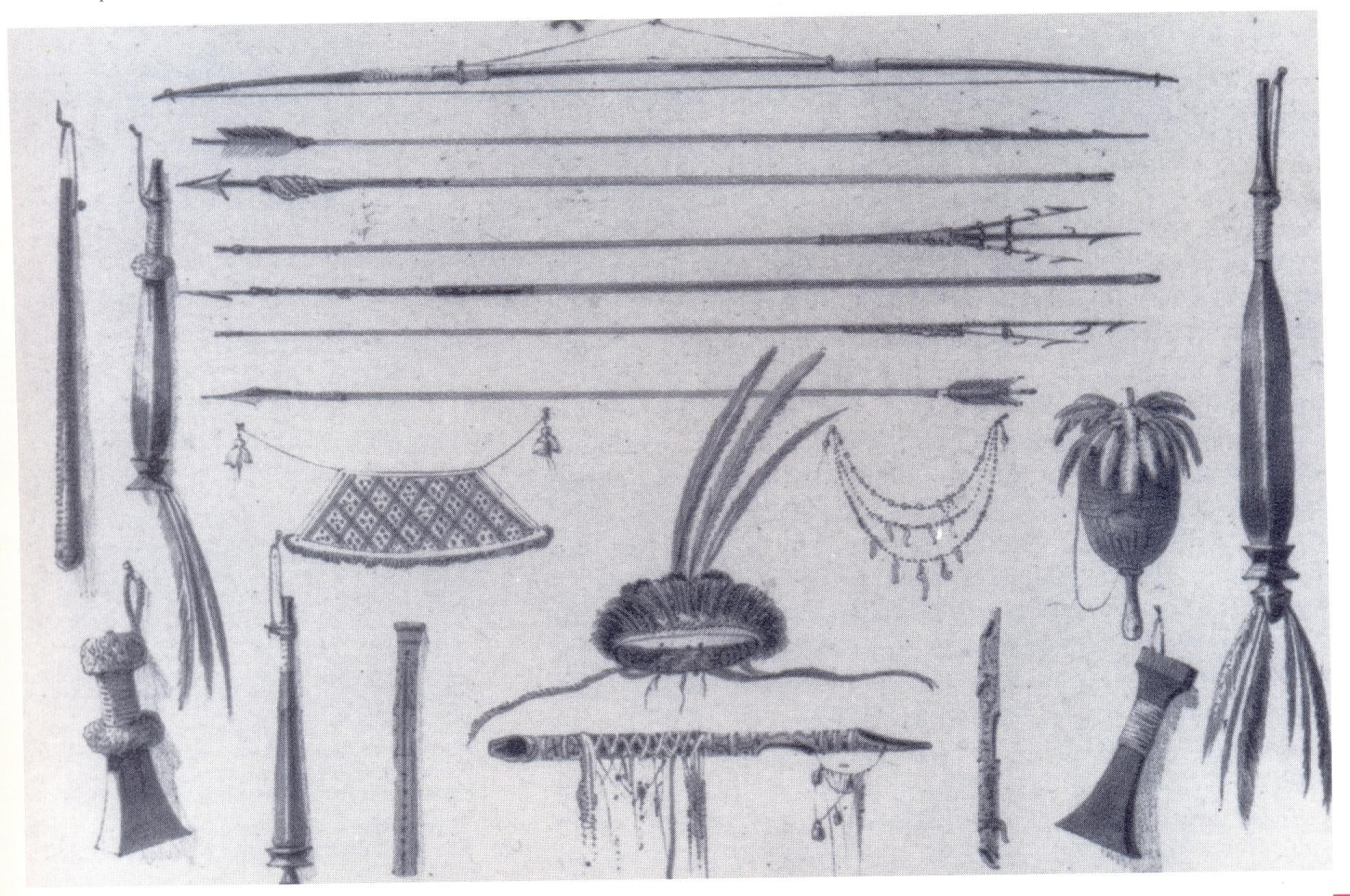
Armi e utensili dei kali'na
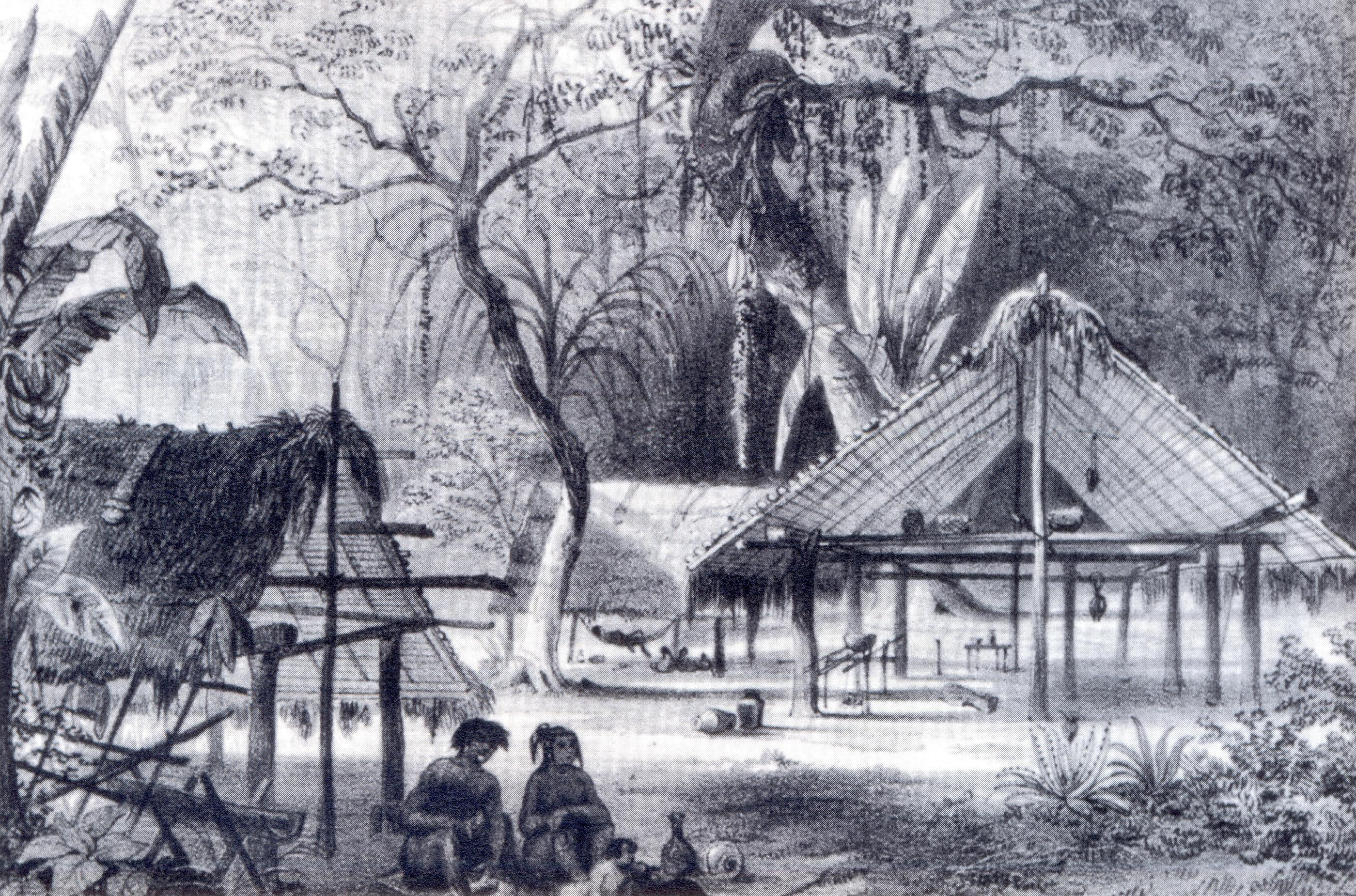
Villaggio kali'na

## Galibi do Oiapoque
I Galibi do Oiapoque sono un gruppo etnico del Brasile originatosi dall'etnia Galibi. Il sottogruppo è abbastanza differenziato a livello culturale dal gruppo madre. Hanno una popolazione stimata in circa 65 individui (2010) e vivono nello stato brasiliano dell'Amapá sul fiume Oiapoque.